# Axel Johnson
Axel Johnson, född 23 mars 1844 i Jönköping, död 13 maj 1910 i Stockholm, var en svensk affärsman och skeppsredare. Han är grundare av bland annat familjeföretaget Axel Johnsongruppen, och farfars far till Antonia Ax:son Johnson.

## Biografi

### Tidiga år
Axel Johnson var son till sadelmakaremästaren Carl Johan Johnson och Brita Christina Rålin. Redan vid tretton års ålder började han sin handelsbana i hemstaden, men flyttade 1862 som artonåring till Stockholm där han hade tjänst i en sidenaffär på Mynttorget. Med tiden blev han inköpsansvarig på sin arbetsplats och arbetet innebar flera utlandsresor. Därmed lärde han sig tala engelska, tyska och franska.

### 1873–1904
1873 hade han lyckats skaffa sig ett kapital genom aktier och affärer vid sidan av anställningen, och bildade sitt första handelsbolag, A. Johnson & co som importerade engelskt stenkol och koks från Westfalen. Då firman gick så bra att varorna fyllde hela fartyg, beslutade han sig för att även använda återfärderna, varmed han började exportera svenskt trä, järn och stål. När Avesta Jernverks AB bildades 1883 var han en av krafterna bakom, och skaffade sig aktiemajoritet där och i andra bruk. För att öka sitt oberoende av andra företag införskaffade han ett ångfartyg 1885,  på 1890-talet flera andra fartyg, och bildade sedan ett rederi 1890, Rederiab. Nordstjernan, där han blev styrelseordförande.

### 1904–1910

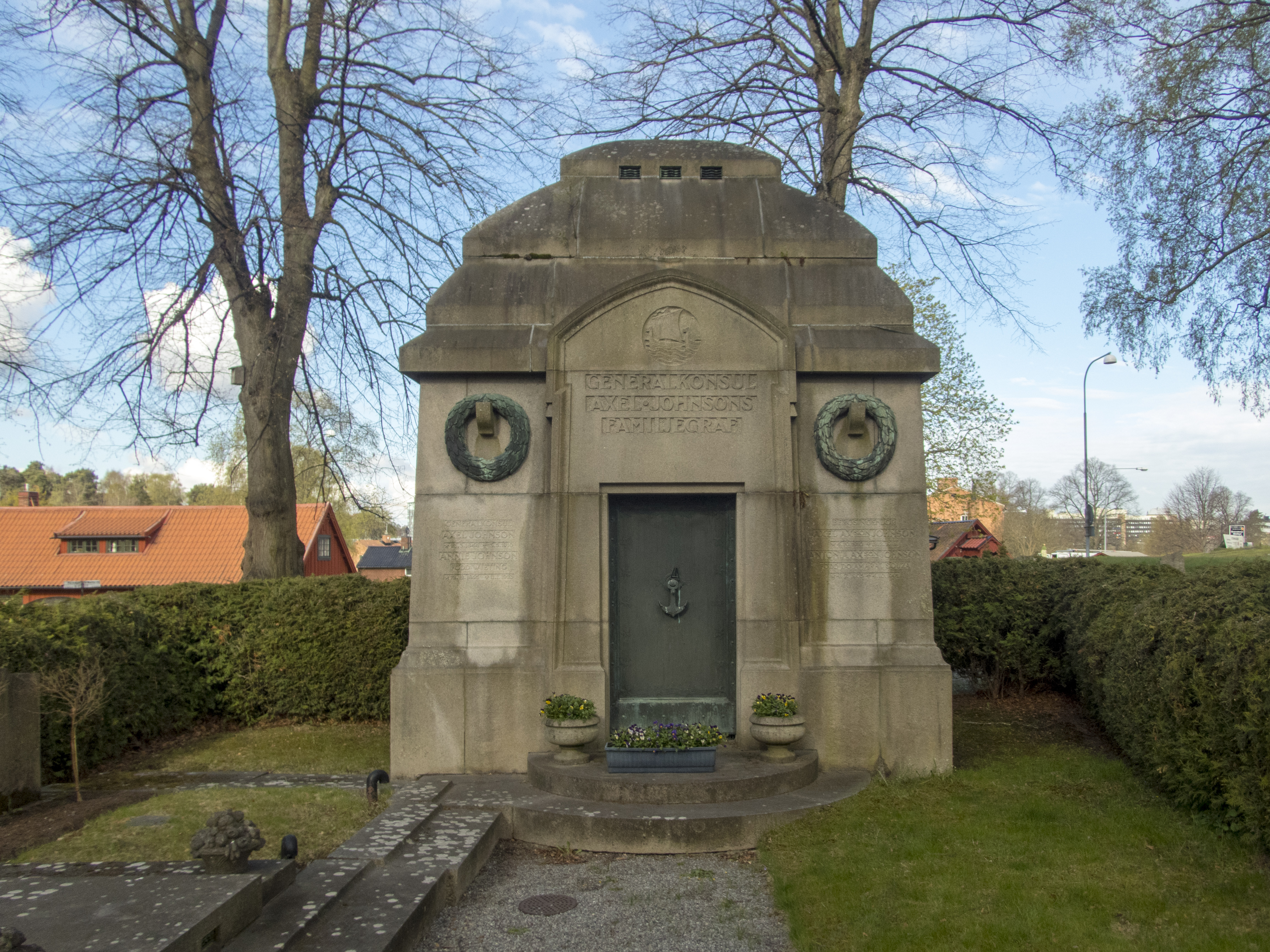
Axel Johnsons familjegrav på Solna kyrkogård.

Eftersom den norrländska malmfälten upplevde en blomstring, lät han specialbygga flera malmfartyg för att underlätta handeln, och upprättade 1904 en linje mellan Stockholm och La Plata, den så kallade La Platalinjen, vilket var Sveriges första regelbundna handelsförbindelse med andra sidan Atlanten. Handeln mellan Sverige å ena sidan och Argentina och Brasilien å andra som möjliggjordes därav, blev mer lyckad än förväntat, och ledde till ett kännbart uppsving för ekonomin. För denna linje, som erhöll statlig subvention genom statsminister Erik Gustaf Boströms försorg, upprättade Johnson förbindelser med Lindholmens varv, som senare skulle köpas upp av familjeföretaget.

## Uppdrag
Johnson blev 1884 Siams konsul i Sverige och var från 1892 detta lands generalkonsul. Fram till 1905 omfattade uppdraget även Norge.. Han var medgrundare till Sveriges allmänna exportförening och Svenska handelskammaren samt ingick i styrelsen till Stockholms enskilda bank. I egenskap av konsul anordnade han med egna medel en berömd utställning i Bangkok med produkter från den svenska industrin. Han verkade därtill som mecenat, i synnerhet sådant som rörde handel och geografi.

## Äktenskap och barn

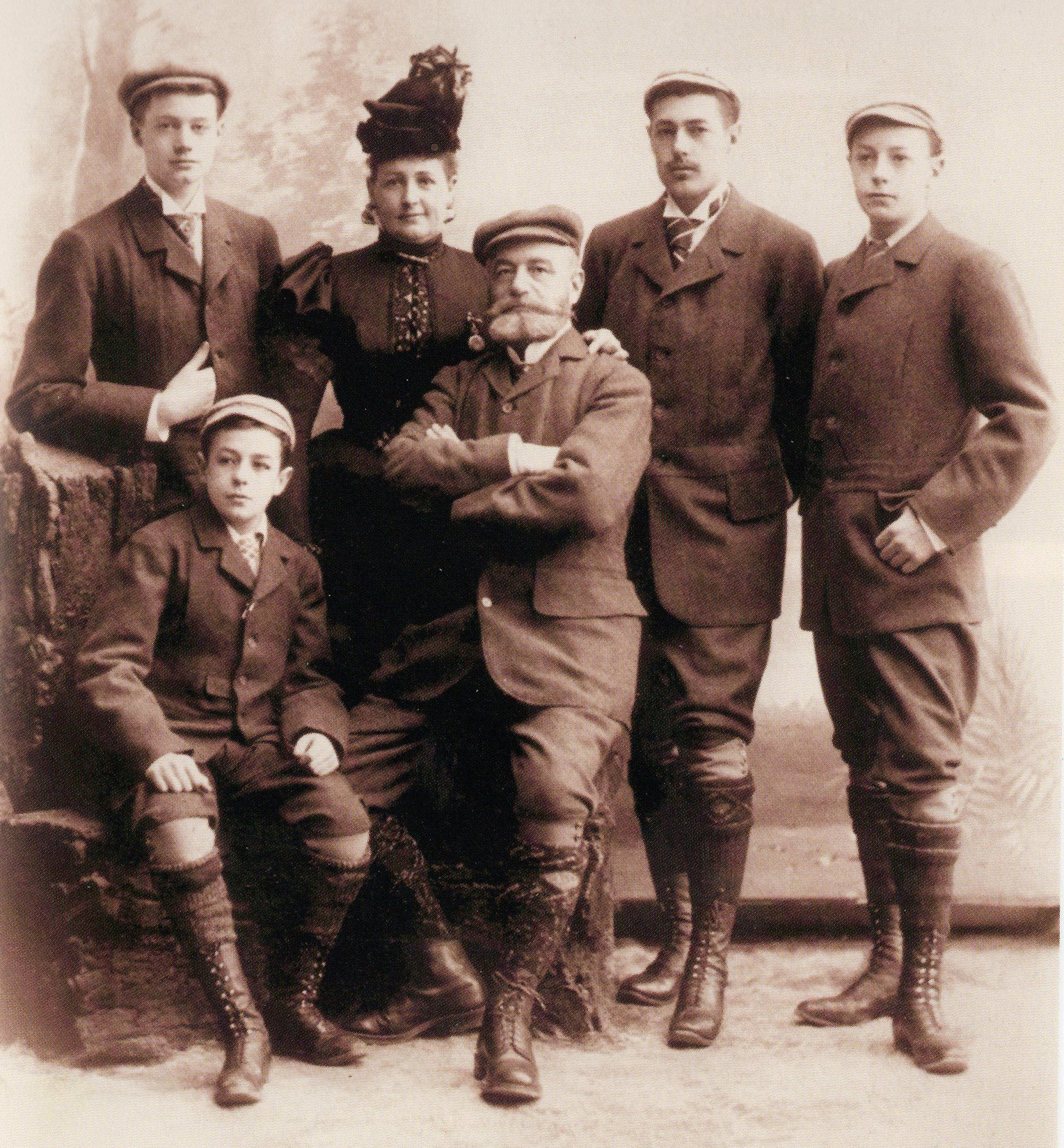
Familjen inför skogspromenad i mitten av 1890-talet. Från vänster: Harry, Thorsten, Annie, Axel, Axel j:r och Helge.

År 1875 gifte han sig med tyskan Annie Wietling (1855–1923). Med henne fick han fyra  barn som överlevde barndomen: Axel Ax:son Johnson ("generalkonsuln"),  Helge Ax:son Johnson, diplomaten Harry Ax:son Johnson (1881–1939) och Torsten Ax:son Johnson (1883–1956).

## Utmärkelser
- Kommendör av 1:a klass av Vasaorden.